# ماكس فيدلر
ماكس فيدلر (بالألمانية: August Max Fiedler)‏ هو موزع وعازف بيانو وملحن ألماني، ولد في 31 ديسمبر 1859 في تسيتاو في ألمانيا، وتوفي في 1 ديسمبر 1939 في ستوكهولم في السويد.

## وصلات خارجية
- ماكس فيدلر على موقع ميوزك برينز (الإنجليزية)
- ماكس فيدلر على موقع ديسكوغز (الإنجليزية)